# علی افشاری (نماینده مجلس)
علی افشاری (زاده ۱۳۳۸ سمیرم) نماینده شهر سمیرم در مجلس هفتم و عضو کمیسیون عمران مجلس بود.
علی افشاری دانش آموخته ی مدرک لیسانس جغرافیا از دانشگاه اصفهان و فوق لیسانس جغرافیا برنامه‌ریزی شهری از دانشگاه آزاد می‌باشد.

## سوابق
- دبیر آموزش و پرورش
- رئیس اداره فرهنگ و ارشاد اسلامی
- عضو شورای شهر سمیرم
- نماینده مردم در دوره هفتم مجلس شورای اسلامی

## منبع
- http://rc.majlis.ir/fa/parliament_member/show/759859